# Леопольд Гаснер фон Арта
Леопольд Гаснер фон Арта (нім. Leopold Hasner von Artha; *15 березня 1818, Прага, Австрійська імперія — †5 червня 1891, Бад-Ішль, Австро-Угорщина) — австро-угорський державний діяч, міністр-президент Цислейтанії в 1870.

## Біографія
Народився в Празі. Вивчав право в Празькому університеті. У 1842 у Відні отримав вчений ступінь кандидата наук, до 1848 працював в Генеральній прокуратурі. У 1848 став редактором офіційної газети Богемського королівства «Prager Zeitung». З 1849 запрошений професор філософії права, з 1851 ординарний професор політичних наук Празького університету.
Разом зі своїм другом Густавом Бідерманом вважався одним з найбільш великих австрійських філософів-гегельянців. Опублікував роботу «Основні риси філософії права та її історія» (Grundlinien der Philosophie des Rechts und seiner Geschichte), численні юридичні та мистецтвознавчі статті. Працював над «Системою політичної економії» (System der politischen Ökonomie) (опублікована лише перша частина — в 1888).
З 1861 — член Ландтагу Богемії, потім Палати депутатів Рейхсрата. У червні 1863 на короткий час очолив Раду у справах освіти. З 1865 — професор політичних наук Віденського університету, одночасно отримав придворне звання надвірного радника. З квітня 1867 — довічний член Палати панів (Heerenhaus).
30 грудня 1867 — 31 грудня 1870 — міністр культу і освіти в уряді Карла Вільгельма фон Ауершперга. При опорі австрійського єпископату підготував законодавство про народні школи. У 1868 освіта була відокремлена від церкви, створені реальні училища — повноцінні середні школи без вивчення латині. У 1869 добився прийняття Закону про народні школи (Reichsvolksschulgesetz), відповідно до якого учні різного віросповідання стали вчитися разом.
Під час конфлікту всередині уряду Тааффе в 1870 приєднався до більшості і 1 лютого призначено міністром-президентом. 4 квітня вийшов у відставку.

## Пам'ять
- Вулиця Гаснерштрассе в Лінці;
- Вулиця Гаснерштрассе у Відні.